# Paština Závada
Paština Závada este o comună slovacă, aflată în districtul Žilina din regiunea Žilina. Localitatea se află la altitudinea de 360 m deasupra n.m., se întinde pe o suprafață de 7,33 km2 și în 2017 număra 228 de locuitori.

## Istoric
Localitatea Paština Závada este atestată documentar din 1402.

## Demografie
| An:                | 1994 | 2004    | 2014    | 2024    |
| ------------------ | ---- | ------- | ------- | ------- |
| Număr de persoane: | 214  | 257     | 224     | 260     |
| Diferență:         |      | +20,09% | −12,84% | +16,07% |

| An:                | 2023 | 2024   |
| ------------------ | ---- | ------ |
| Număr de persoane: | 259  | 260    |
| Diferență:         |      | +0,38% |